# Johnsonpthirus
Johnsonpthirus – rodzaj wszy należący do rodziny Polyplacidae, pasożytujących na gryzoniach i powodujących chorobę zwaną wszawicą.
Gatunki należące do tego rodzaju nie posiadają oczu. Antena składa się z 5 segmentów z często występującym dymorfizmem płciowym. Przednia para nóg jest wyraźnie mniejsza i słabsza, zakończona słabym pazurem. Środkowa i tylna para nóg wyraźnie większa od przedniej pary.
Johnsonpthirus stanowią rodzaj składający się obecnie z 5 gatunków:
- Johnsonpthirus chlorotalpae (Benoit, 1961)
- Johnsonpthirus heliosciuri
- Johnsonpthirus keniae
- Johnsonpthirus spinosissimus (Benoit, 1969)
- Johnsonpthirus suahelicus